# Chogota
Chogota är en ort i Mexiko.   Den ligger i kommunen Soconusco och delstaten Veracruz, i den sydöstra delen av landet, 500 km öster om huvudstaden Mexico City. Chogota ligger 44 meter över havet och antalet invånare är 469.
Terrängen runt Chogota är platt. Runt Chogota är det ganska tätbefolkat, med 179 invånare per kvadratkilometer. Närmaste större samhälle är Acayucan, 11,0 km väster om Chogota. Omgivningarna runt Chogota är en mosaik av jordbruksmark och naturlig växtlighet.